# La vendetta della maschera nera
La vendetta della maschera nera (黑俠S, Hak hapP) è un film del 1996 diretto da Daniel Lee, basato sull'omonimo manhua di Li Chi-Tak. Nel 2002 è uscito il seguito, Black Mask 2, diretto da Tsui Hark.

## Trama
La vita del timido Tsui Chik sembra essere normale: lavora come impiegato in una biblioteca, ha una casa e ne è fiero. Tuttavia il suo passato è tutt'altro che normale, infatti un tempo, insieme alla sua squadra, gli venne iniettato un siero che lo avrebbe reso immune al dolore e a ogni emozione umana. Ora sembra che tutto sia finito e Tsui Chik cerca di ricostruirsi una vita da umano, ma quando viene a conoscenza di misteriosi omicidi da parte di killer spietati e indistruttibili capisce che la sua vecchia squadra è tornata e minaccia tutti coloro che si ritrova tra i piedi, sarà costretto a vestire i panni di Maschera Nera, un supereroe mascherato che difende la giustizia e i più deboli.
Ora non solo si ritroverà a fronteggiare la sua vecchia squadra e il loro capo, il Comandante Hung, ma dovrà anche proteggere i suoi due amici Rock e Tracy. Dopo tanti colpi di scena si ritroverà faccia a faccia con il Comandante Hung dove Maschera Nera avrà la meglio, e da lì diventerà un giustiziere mascherato.

## Versioni del film
Esistono molte versioni del film, che presentano scene inedite e più violente della versione cinematografica.

## Seguito
Tsui Hark, qui produttore e co-sceneggiatore, ha diretto il sequel, Black Mask 2.

## Curiosità
- Il costume di Maschera Nera è un chiaro riferimento a Kato, personaggio di Green Hornet.

## Accoglienza
Lawrence Van Gelder del New York Times lo definì "molto incentrato su corpi volanti, proiettili e sangue e poco sulla credibilità". Marc Savlov di The Austin Chronicle lo ha valutato 3/5 stelle e lo ha definito "un pezzo sanguinosamente esilarante di cinema ipercinetico". Nathan Rabin dell'A.V. Club ha scritto: "Anche se non raggiunge mai le vette maniacali del miglior lavoro di Chan, La vendetta della maschera nera è un'introduzione emozionante e fulminea a una delle star più grandi e carismatiche di Hong Kong".

### Incassi
Distribuito il 9 novembre 1996, in Cina ha incassato 13 286 788 di dollari al botteghino.
Negli Stati Uniti ha incassato nel suo fine settimana di apertura 4 449 692 000 dollari (4 545 dollari per schermo), e ha incassato un totale di 12 504 289 di dollari.